# Досифей (архімандрит Печерський)
Досифей I (д/н — бл. 1292) — церковний діяч часів Ординського ярма.

## Життєпис
Відомості про нього суперечливі. Згідно праці Євгенія Болховітінова Досифей був архімандритом Києво-Печерського монастиря у невідомий час в другій половині XIII ст. після Агапіта. Проте, на разі, в більшості визначальних списків Києво-Печерських архимандритів імені Досифея не виявлено.
Відомий текст, що зберігся в рукописі Ярославського Архієрейського дому початку XV ст. та деяких інших списках, підписаний «архимандритом Печерським Досифієм». Твір був написаний на прохання Пахомія з Спасо-Прилуцького монастиря (біля Вологди).
Цьому ж Досифію приписується також «Чин, како подобает пати 12 псалмов особь, их же пояху во дни и в нощи отцы пустиннии, о них же воспоминается в книгах отеческих и в житиях и мучениях многих», відомий у численних списках та виданнях, і вельми популярний до сьогодні у старообрядців.
Відсутність імені Досифея у багатьох архимандритів Києво-Печерських дозволило Г. Прохоровому атрибутувати його, як архимандрита Нижегородського Печерського монастиря. Проте, цей висновок не враховує того факту, що читання дванадцяти псалмів окремо в Лаврі зафіксоване ще Києво-Печерському патерику, зокрема посланні Симона Суздальського до Полікарпа. Відповідно до цього низка сучасних дослідників приписують витоки даної молитовної традиції Києво-Печерському монастиреві, а Досифея розглядати як її поновлювача чи уточнювача самого правила. За легендою він ходив на Афон, звідки приніс чин 12 псалмів.
З огляду на це й Досифея розглядають як архімандрита Києво-Печерського монастиря. Ймовірно був настоятелем між Агапітом II і Іоанном II.